# Allobates velocicantus
Allobates velocicantus Souza, Ferrão, Hanken & Lima, 2020 è un anfibio anuro appartenente alla famiglia degli Aromobatidi.

## Etimologia
L'epiteto specifico deriva dalle parole latine velox (veloce) e cantus (canto), in riferimento al tasso di ripetizione delle note alte della verso della nuova specie.

## Distribuzione e habitat
È endemica dello stato di Acre in Brasile.